# Радзієвський Олексій Григорович
Олексі́й Григо́рович Радзіє́вський (* 2 (14) квітня 1864, Васильків — † 22 вересня 1934, Київ) — український хірург та уролог.

## Біографія
Родом із Василькова, небіж Івана Нечуя-Левицького, у якого і виховувався. Закінчив медичний факультет Київського університету (1890), де й був залишений працювати.
1903—1920 — професор Київських вищих жіночих курсів. 1921—1930 — професор Київського медичного інституту.
Праці Радзієвського присвячені питанням оперативної хірургії, урології та бактеріології.